# JR West série 271
La série 271 (271系, 271-kei) est un type de rame automotrice exploitée par la compagnie West Japan Railway Company (JR West) sur les services Haruka.

## Description
Les rames sont composées de 3 caisses fabriquées par Kinki Sharyo. Les cabines de conduite sont situées en hauteur, permettant l'intercirculation entre deux rames accouplées. À l'intérieur, les sièges sont en disposition 2+2 avec des prises de courant. Des espaces dédiés aux bagages sont disponibles à chaque extrémité des voitures. Les écrans au-dessus des portes affichent des informations multilingues sur le trajet.

## Histoire
La série 271 a été annoncée par la JR West en juin 2019 pour renforcer le parc des rames de la  série 281, les deux matériels étant interopérables. Les premières rames entrent en service commercial le 14 mars 2020.

## Affectation
Les rames de la série 271 assurent les services Haruka desservant l'aéroport international du Kansai.

## Galerie photos

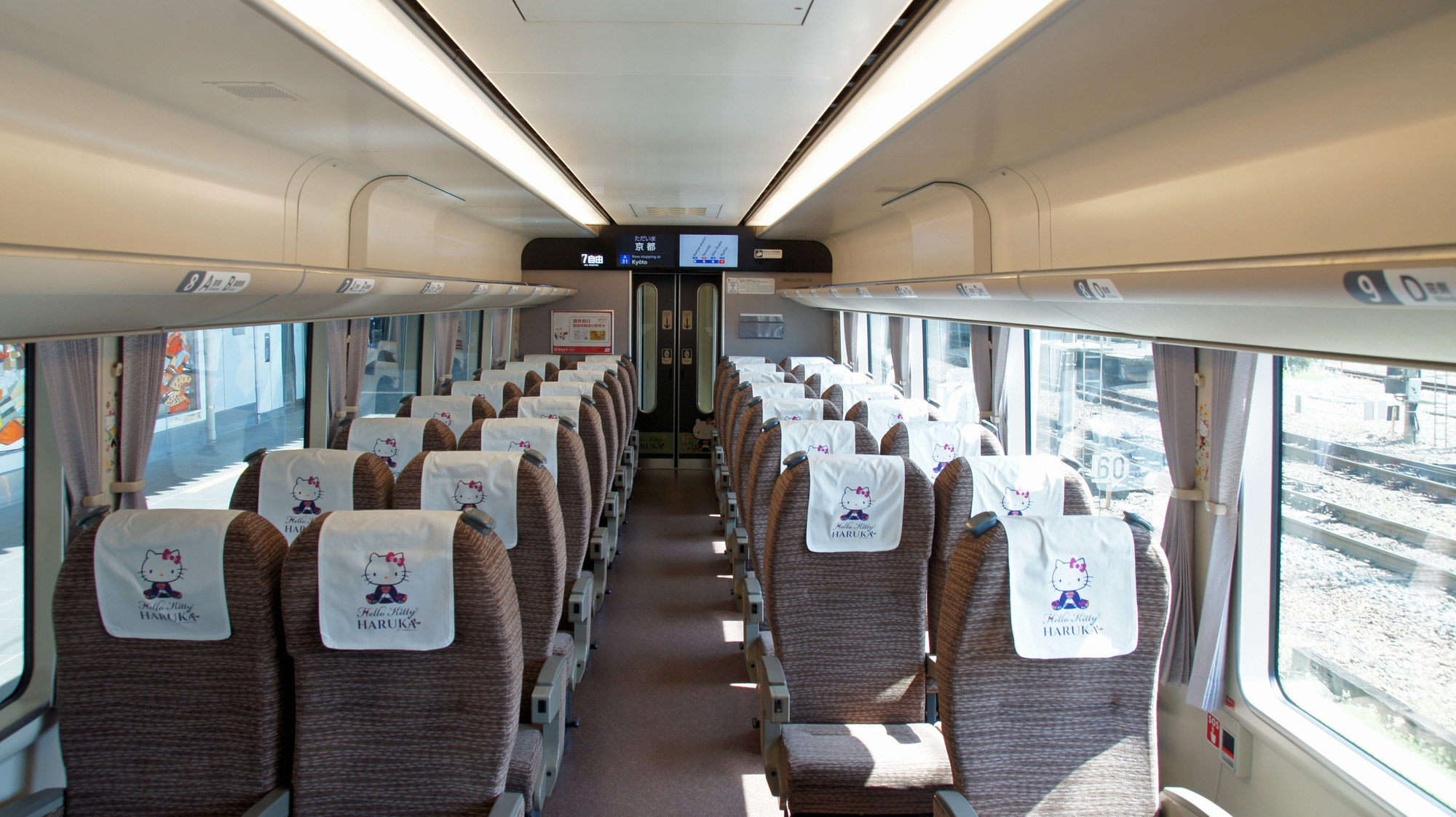
Aménagement intérieur
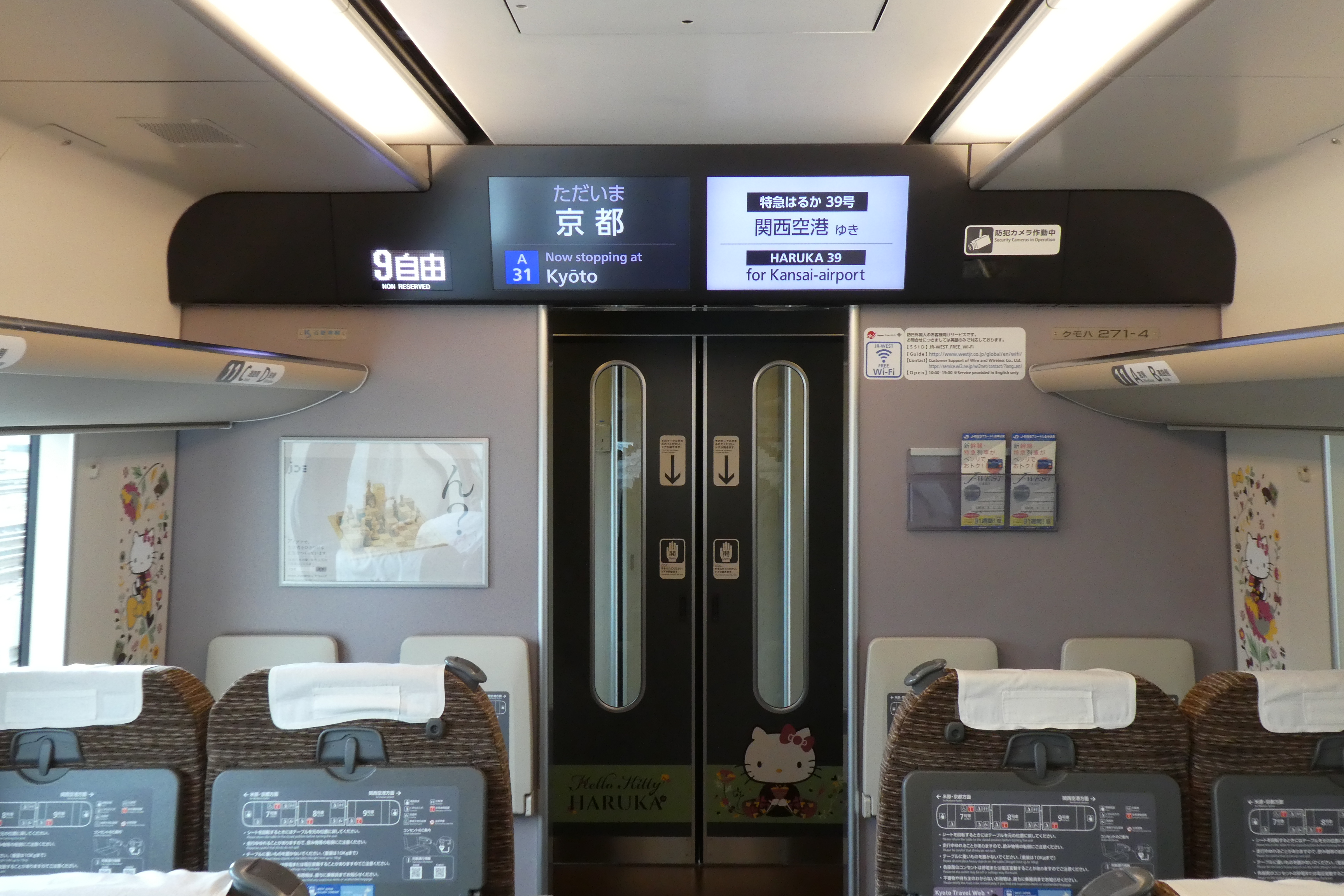
Écrans d'information voyageurs
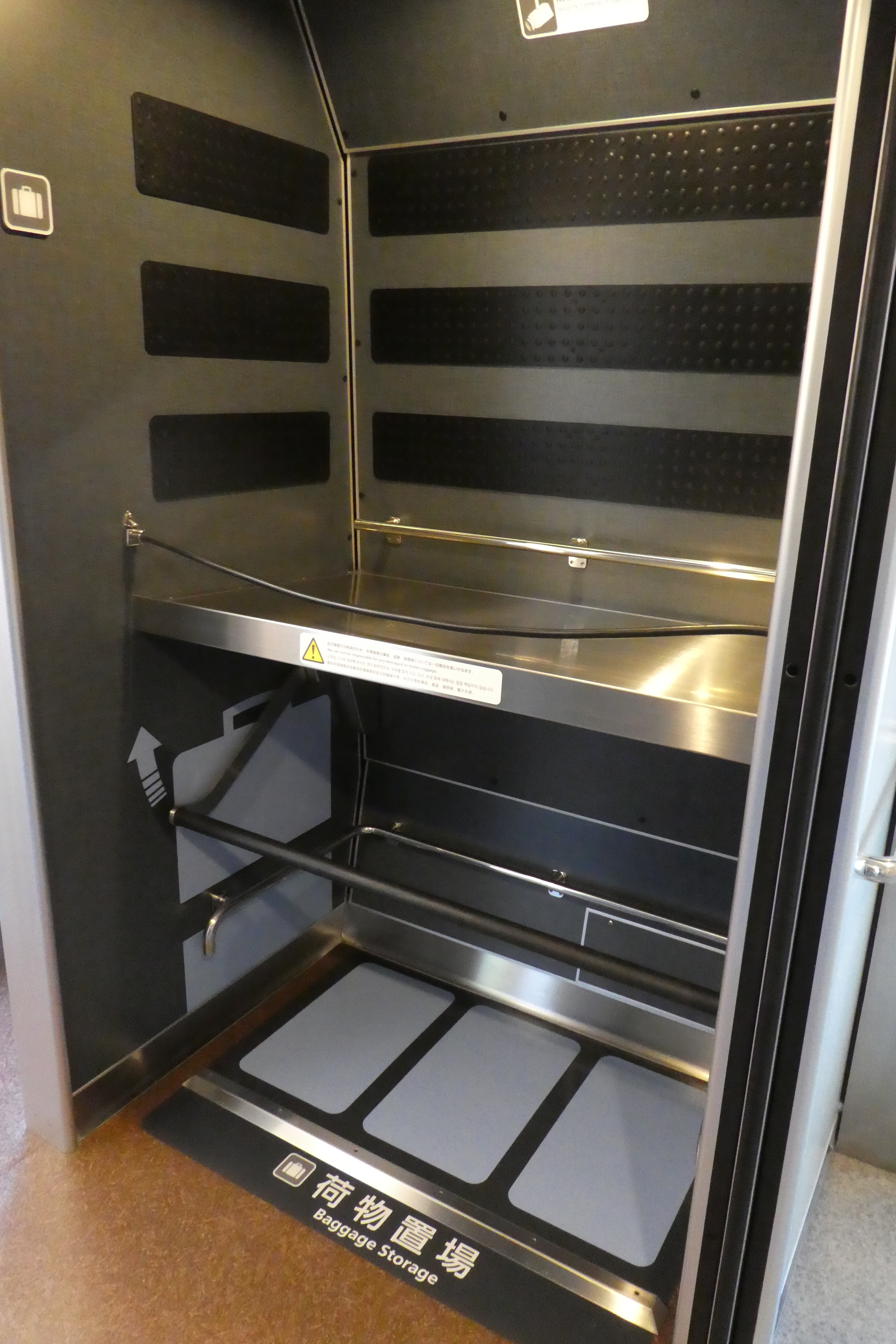
Rangement pour bagages